# 星射虫
星射虫（学名：Astrolophus sp.）为星射虫科星射虫属的动物。在中国，分布于东海等海域。